# Farád
Farád is een plaats (község) en gemeente in het Hongaarse comitaat Győr-Moson-Sopron. Farád telt 1940 inwoners (2001).